# IPO Recordings
IPO Recordings is een Amerikaans platenlabel voor jazz en klassieke muziek gevestigd in New York. Het wordt geleid door William F. Sorin.
Op het label zijn jazzplaten uitgekomen van onder meer Sir Roland Hanna, James Moody (waaronder albums met Kenny Barron en Hank Jones), Roger Kellaway en Eddie Daniels en twee goed ontvangen platen met muziek van Thad Jones, waarop onder andere Hank Jones meespeelt.
Op het gebied van klassieke muziek bracht het enkele platen van pianiste Dubravska Tomsic uit.
In Amerika en Canada wordt het label gedistribueerd door de Allegro Group.